# Dactylorhiza kalopissii
Dactylorhiza kalopissii är en orkidéart som beskrevs av Erich Nelson. Dactylorhiza kalopissii ingår i Handnyckelsläktet som ingår i familjen orkidéer. IUCN kategoriserar arten globalt som starkt hotad.

## Underarter
Arten delas in i följande underarter:
- D. k. kalopissii
- D. k. macedonica
- D. k. pythagorae